# Companhia Catarinense de Águas e Saneamento
A Companhia Catarinense de Águas e Saneamento (CASAN), (B3: CASN3, CASN4) é a empresa de economia mista de abastecimento de água e saneamento básico do Estado brasileiro de Santa Catarina, totalizando 195 municípios atendidos (66% catarinenses e 1 paranaense, Barracão).
Criada em 31 de dezembro de 1970 através da Lei Estadual n.º 4.547 e constituída em 2 de julho de 1971 com o objetivo de coordenar o planejamento e executar, operar e explorar os serviços públicos de esgotos e abastecimento de água potável, bem como realizar obras de saneamento básico, em convênio com municípios do Estado, a CASAN é uma empresa pública de economia mista e de capital aberto, que atua como concessionária do setor de saneamento.
Sua Missão é “Fornecer água tratada, coletar e tratar esgotos sanitários, promovendo saúde, conforto, qualidade de vida e desenvolvimento sustentável", contribuindo de forma significativa para a vida dos catarinenses. 
Sua Visão é "Ser reconhecida como empresa de excelência na prestação de serviços de saneamento, de forma sustentável, competitiva e inovadora, com foco no cliente e em saúde pública".
Os Valores da Companhia: Sustentabilidade, Integridade e Ética, Profissionalismo e Competência, Transparência, Impessoalidade e Inovação.
A CASAN atua nos municípios por meio de Contratos de Programa e também de convênios, que são os instrumentos legais firmados com as prefeituras municipais que concedem à Companhia o direito de prestar os serviços de gestão, operação e manutenção de sistemas de abastecimento de água, de coleta e de tratamento de esgoto.
Usuários atendidos - Considerada uma das maiores empresas do Estado de Santa Catarina, a CASAN beneficia diretamente a uma população residente de mais de 2,7 milhões de pessoas (39% da população do estado de Santa Catarina), e milhares de turistas na temporada de Verão que procura o Litoral catarinense. A Companhia também fornece água no atacado para outros quatro municípios que operam com sistemas próprios. Juntos, estes municípios têm uma população superior a 200 mil pessoas.
Quatro regionais - Cobrindo grande parte do Estado de Santa Catarina e extensa área territorial, a operação dos sistemas de saneamento pelas agências municipais é coordenada e auxiliada pela Matriz da Companhia (com sede em Florianópolis) e pelas quatro Superintendências Regionais de Negócios, divididas pelas regiões Norte/Vale do Rio Itajaí (sede em Rio do Sul), Oeste (sede em Chapecó), Sul/Serra (sede em Criciúma) e Metropolitana da Grande Florianópolis (sede em Florianópolis).
Em 53 anos de história, a CASAN já teve 29 presidentes, contando com o atual o advogado Edson Moritz Martins da Silva.        
Sistemas de Abastecimento de Água (SAA) - A água passa por um longo processo até chegar com qualidade nas torneiras. Esse processo garante a qualidade da água fornecida, obedecendo a legislação vigente que exige um rigoroso padrão de potabilidade. Para que isso ocorra, grandes investimentos são realizados na captação da água bruta, passando pelas estações de tratamento, rede de distribuição, reservação, equipamentos para laboratórios e todo um fluxo de serviço que faz com que a CASAN entregue água de qualidade, 24 horas por dia. A Companhia se vale de 177 mananciais superficiais (rios, lagoas, córregos, ribeirões, arroios e outros) e 386 mananciais subterrâneos (poços e sistemas de ponteiras) para captar, tratar e distribui cerca de 700 milhões de água todos os dias. São 328 Estações de Tratamento de Água (ETAs), 715 grandes adutoras (num total de 1.110 km de extensão) e cerca de 14 mil quilômetros de rede.

Sistemas de Esgotamento Sanitário  (SES) - A CASAN, através de suas Unidades de Recuperação Ambiental - Estações de Tratamento de Esgoto (ETEs) - realiza um amplo trabalho de coleta e tratamento de efluentes, transformando os  poluentes indesejáveis em líquidos com níveis menores ou iguais aos padrões exigidos pela legislação vigente. O objetivo maior é a despoluição. Os dejetos captados pela CASAN, passam por um tratamento e depois, retornam para o rio ou para o mar, com até 98% de pureza. A Companhia espera atingir até 2023 um índice que varia entre 45% e 49% de cobertura, colocando Santa Catarina entre os principais Estados do país no ranking nacional de cobertura de esgoto. Hoje a Companhia possui 27 unidades de tratamento que atendem quase 300 mil economias num total de 1.338 quilômetros de rede de coleta. 